# Bolivaritettix galbustrial
Bolivaritettix galbustrial är en insektsart som beskrevs av Zheng, Z., X.-j. Wei och Min Li 2009. Bolivaritettix galbustrial ingår i släktet Bolivaritettix och familjen torngräshoppor. Inga underarter finns listade i Catalogue of Life.